# Kosijeri
Kosijeri este un sat din comuna Cetinje, Muntenegru. Conform datelor de la recensământul din 2003, localitatea are 16 locuitori (la recensământul din 1991 erau 19 locuitori).

## Demografie
În satul Kosijeri locuiesc 16 persoane adulte, iar vârsta medie a populației este de 59,8 de ani (60,4 la bărbați și 59,3 la femei). În localitate sunt 8 gospodării, iar numărul mediu de membri în gospodărie este de 2,00.
|  |

| Demografie | Demografie | Demografie |
| An         | Locuitori  | Locuitori  |
| ---------- | ---------- | ---------- |
|            |            |            |
|            |            |            |
|            |            |            |
|            |            |            |
| 1948       | 264        |            |
| 1953       | 267        |            |
| 1961       | 187        |            |
| 1971       | 107        |            |
| 1981       | 43         |            |
| 1991       | 19         | 19         |
| 2003       | 16         | 16         |

| \| Componența etnică conform recensământului din 2003[2] \| Componența etnică conform recensământului din 2003[2] \| Componența etnică conform recensământului din 2003[2] \| Componența etnică conform recensământului din 2003[2] \| Componența etnică conform recensământului din 2003[2] \| \| ----------------------------------------------------- \| ----------------------------------------------------- \| ----------------------------------------------------- \| ----------------------------------------------------- \| ----------------------------------------------------- \| \| \| \| \| \| \| \| Muntenegreni \| Muntenegreni \| \| 15 \| 93,75% \| \| Sârbi \| Sârbi \| \| 1 \| 6,25% \| \| necunoscută \| necunoscută \| \| 0 \| 0% \| |              |  |    |        |
| Componența etnică conform recensământului din 2003 |              |  |    |        |
| |              |  |    |        |
| Muntenegreni | Muntenegreni |  | 15 | 93,75% |
| Sârbi | Sârbi        |  | 1  | 6,25%  |
| necunoscută | necunoscută  |  | 0  | 0%     |